# 算命 (2009年纪录片)
《算命》（英語：Fortune Teller）是中華人民共和國導演徐童2009年出品的一部独立纪录片，主要纪录了燕郊残疾算命先生厉百程的生活及所见所闻。本片與《麦收》、《老唐头》一同被评为徐童的“游民三部曲”于2009年至2010年間陸續在中、美、日、韓等國上映，期間也獲亚洲影评人联盟奖及香港华语纪录片节长片组亚军等獎項。

## 剧情简介
《算命》主要纪录了算命先生厉百程在21世纪初的生活，包括他给40多岁时遇到的妻子、聋哑人石珍珠打理生活，给妓女算命、购买算命符咒、道具等生活中的点滴小事，兼纪录厉百程周围的小人物。

## 反响
《算命》发行后获得了一系列的奖项。2009年，该片获第6届中国独立影像年度展CIFF——年度十佳纪录片。2010年，该片获亚洲影评人联盟奖及香港华语纪录片节——长片组亚军。2011年，该片因与《老唐头》一样大量描述了唐小雁的生活，同获2011年中国独立影像展“真实人物奖”。
顾德宝在《视听》杂志中称徐童“作为拍摄者的人为动机——他要融入被摄对象的生活中，变得不再那么客观真实”。影片中接受厉百程算命并曾被数次强奸的妓女唐小雁后来加入了徐童的团队，出任团队的制片人。